# Hofmark Bergstorf
Die Hofmark Bergstorf war eine Hofmark mit Sitz in Bergstorf, heute ein Gemeindeteil von Rain im niederbayerischen Landkreis Straubing-Bogen.
Im 14. Jahrhundert besaß Eberwein von Degenberg „Perkhstorf“ mit Gerichtsbarkeit. Peter der Rainer zu Rain kaufte 1427 die Hofmark dem Straubinger Bürger Wenzel Mäurl ab. 1558 und 1599 wird Bergstorf als Hofmark genannt.